# Teilhède
Teilhède (Telheda en occitan) est une commune française située dans le département du Puy-de-Dôme, en région Auvergne-Rhône-Alpes. Elle fait partie de l'aire d'attraction de Clermont-Ferrand.

## Géographie
Située dans les collines qui s'adossent à la chaine des Puys, cette commune est à moins de 10 km de trois petites villes, Riom, Chatel-Guyon et Combronde. C'est donc devenu une commune sub-urbaine de résidence. Mais jadis, ses coteaux bien exposés ont fait l'objet d'une viticulture très active. En 1958, la commune déclarait encore 17 ha de vigne (dont 14 de Gamay).

### Localisation
Cinq communes sont limitrophes de Teilhède :
| Charbonnières-les-Vieilles |          | Combronde         |
|                            | Teilhède | Beauregard-Vendon |
| Loubeyrat                  | Prompsat |                   |

### Climat
Pour des articles plus généraux, voir Climat d'Auvergne-Rhône-Alpes et Climat du Puy-de-Dôme.
En 2010, le climat de la commune est de type climat des marges montargnardes, selon une étude du Centre national de la recherche scientifique s'appuyant sur une série de données couvrant la période 1971-2000. En 2020, Météo-France publie une typologie des climats de la France métropolitaine dans laquelle la commune est exposée à un climat de montagne ou de marges de montagne et est dans une zone de transition entre les régions climatiques « Ouest et nord-ouest du Massif Central » et « Nord-est du Massif Central ». 
Pour la période 1971-2000, la température annuelle moyenne est de 10,3 °C, avec une amplitude thermique annuelle de 16 °C. Le cumul annuel moyen de précipitations est de 808 mm, avec 10,3 jours de précipitations en janvier et 7,3 jours en juillet. Pour la période 1991-2020, la température moyenne annuelle observée sur la station météorologique de Météo-France la plus proche, « Sayat_sapc », sur la commune de Sayat à 14 km à vol d'oiseau, est de 11,2 °C et le cumul annuel moyen de précipitations est de 776,1 mm,. Pour l'avenir, les paramètres climatiques de la commune estimés pour 2050 selon différents scénarios d'émission de gaz à effet de serre sont consultables sur un site dédié publié par Météo-France en novembre 2022.

## Urbanisme

### Typologie
Au 1er janvier 2024, Teilhède est catégorisée commune rurale à habitat dispersé, selon la nouvelle grille communale de densité à sept niveaux définie par l'Insee en 2022.
Elle est située hors unité urbaine. Par ailleurs la commune fait partie de l'aire d'attraction de Clermont-Ferrand, dont elle est une commune de la couronne,. Cette aire, qui regroupe 209 communes, est catégorisée dans les aires de 200 000 à moins de 700 000 habitants,.

### Occupation des sols
L'occupation des sols de la commune, telle qu'elle ressort de la base de données européenne d’occupation biophysique des sols Corine Land Cover (CLC), est marquée par l'importance des territoires agricoles (76,3 % en 2018), en diminution par rapport à 1990 (78,9 %). La répartition détaillée en 2018 est la suivante : prairies (39,4 %), zones agricoles hétérogènes (24,3 %), forêts (19,1 %), terres arables (12,5 %), zones urbanisées (4,6 %). L'évolution de l’occupation des sols de la commune et de ses infrastructures peut être observée sur les différentes représentations cartographiques du territoire : la carte de Cassini (XVIIIe siècle), la carte d'état-major (1820-1866) et les cartes ou photos aériennes de l'IGN pour la période actuelle (1950 à aujourd'hui).

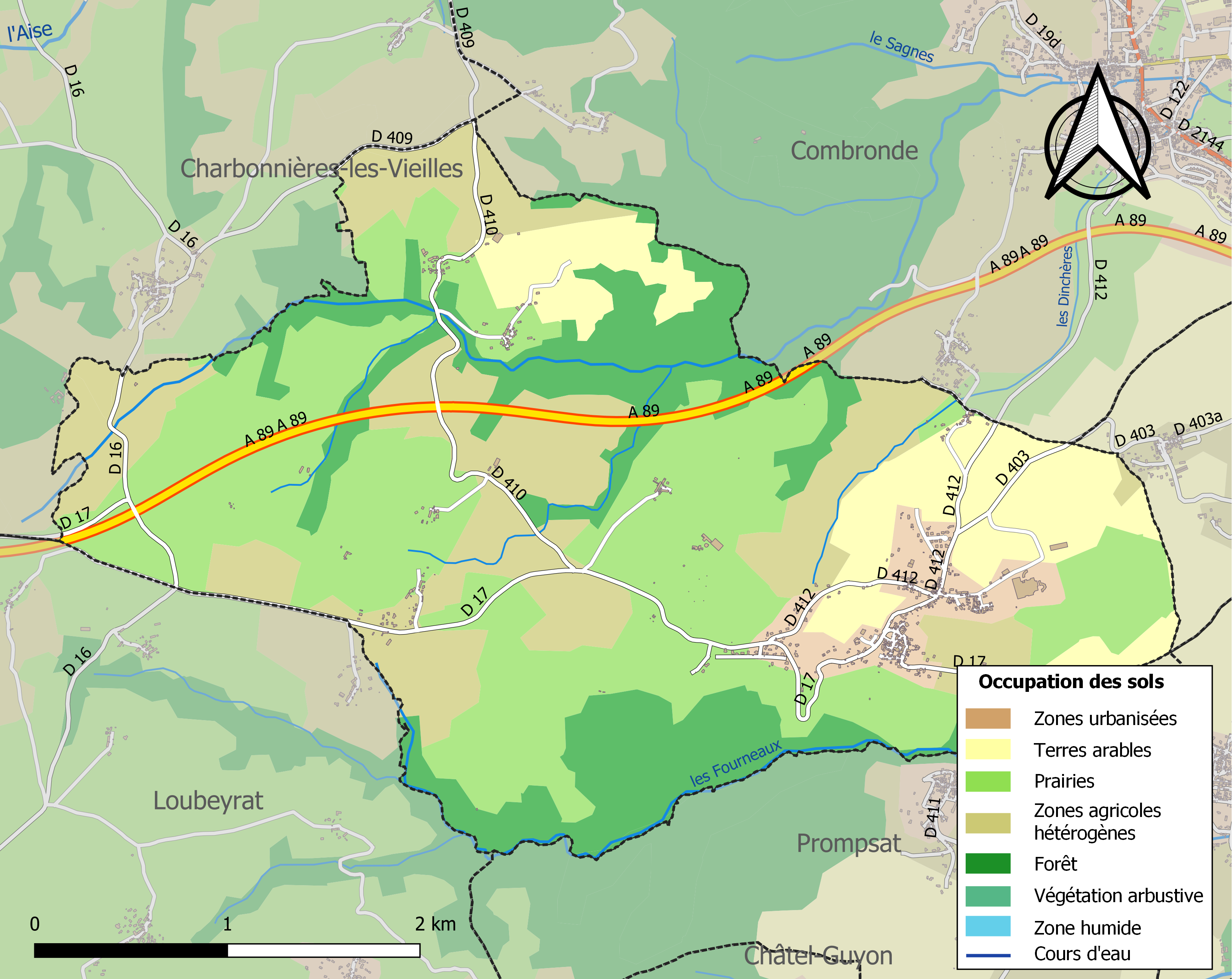
Carte des infrastructures et de l'occupation des sols de la commune en 2018 (CLC).

La commune de Teilhède est dotée d'un plan local d'urbanisme (PLU) adopté en 2021.

### Voies de communication et transports
Elle est desservie par les routes départementales :
- RD 403 (vers Beauregard-Vendon) ;
- RD 410 (vers Charbonnières-les-Vieilles) ;
- RD 412 (vers Combronde).

Le nord du territoire communal est traversé d'est en ouest par l'autoroute A89, qui y comporte un viaduc : le viaduc de Lalong, d'une longueur de 200 m.

## Toponymie
Le nom de la commune provient du monastère de Teilhède appelé en latin, au Moyen Âge : Monasterium Teclemitense ou Monasterium Tecletense. En 1209, on trouve la mention de Telode ; en 1283 Thecletas. La forme francisé apparaît en 1390 avec « Theillède ».
Le nom actuel est issu de l'occitan telhèda qui signifie tillaie (« lieu ou plantation où poussent des tilleuls »).

## Histoire
Le village de Teilhède s'est développé autour d'un prieuré dépendant de l'abbaye de La Chaise-Dieu, qui était installé au centre du bourg actuel, avec une église romane (XIIe siècle). L'église néo-gothique a été construite dans la seconde moitié du XIXe siècle à l'emplacement de l'église romane en ruines.

## Politique et administration

### Découpage territorial
La commune de Teilhède est membre de la communauté de communes Combrailles Sioule et Morge, un établissement public de coopération intercommunale (EPCI) à fiscalité propre créé le 1er janvier 2017 dont le siège est à Manzat. Ce dernier est par ailleurs membre d'autres groupements intercommunaux. Jusqu'en 2016, elle était membre de la communauté de communes des Côtes de Combrailles.
Sur le plan administratif, elle est rattachée à l'arrondissement de Riom, à la circonscription administrative de l'État du Puy-de-Dôme et à la région Auvergne-Rhône-Alpes. Jusqu'en mars 2015, elle faisait partie du canton de Combronde.
Sur le plan électoral, elle dépend du canton de Saint-Georges-de-Mons pour l'élection des conseillers départementaux, depuis le redécoupage cantonal de 2014 entré en vigueur en 2015, et de la deuxième circonscription du Puy-de-Dôme pour les élections législatives, depuis le dernier découpage électoral de 2010 (sixième circonscription avant 2010).

### Élections municipales et communautaires

#### Élections de 2020
Le conseil municipal de Teilhède, commune de moins de 1 000 habitants, est élu au scrutin majoritaire plurinominal à deux tours avec candidatures isolées ou groupées et possibilité de panachage. Compte tenu de la population communale, le nombre de sièges à pourvoir lors des élections municipales de 2020 est de 11. La totalité des onze candidats en lice est élue dès le premier tour, le 15 mars 2020, avec un taux de participation de 59,07 %.

#### Chronologie des maires
| Période                                  | Période                         | Identité           | Étiquette | Qualité                                                        |
| ---------------------------------------- | ------------------------------- | ------------------ | --------- | -------------------------------------------------------------- |
| Les données manquantes sont à compléter. |                                 |                    |           |                                                                |
| avant 1988                               | 1989                            | Philippe Folléas   |           |                                                                |
| 1989                                     | ?                               | Marylène Malartre  |           |                                                                |
| 2001                                     | 2014                            | Michel Simon       |           | Chef de Service à la Direction générale des Finances Publiques |
| mars 2014 (réélu en 2020)                | En cours (au 21 septembre 2021) | Pascal Charbonnel, |           | Chef du service restauration de la ville de Clermont-Ferrand   |

## Population et société

### Démographie
L'évolution du nombre d'habitants est connue à travers les recensements de la population effectués dans la commune depuis 1793. Pour les communes de moins de 10 000 habitants, une enquête de recensement portant sur toute la population est réalisée tous les cinq ans, les populations de référence des années intermédiaires étant quant à elles estimées par interpolation ou extrapolation. Pour la commune, le premier recensement exhaustif entrant dans le cadre du nouveau dispositif a été réalisé en 2008.

En 2022, la commune comptait 519 habitants, en évolution de +17,16 % par rapport à 2016 (Puy-de-Dôme : +2,1 %, France hors Mayotte : +2,11 %).
| 1793 | 1800 | 1806 | 1821 | 1831 | 1836 | 1841 | 1846 | 1851 |
| ---- | ---- | ---- | ---- | ---- | ---- | ---- | ---- | ---- |
| 574  | 600  | 628  | 711  | 682  | 732  | 711  | 674  | 690  |

| 1856 | 1861 | 1866 | 1872 | 1876 | 1881 | 1886 | 1891 | 1896 |
| ---- | ---- | ---- | ---- | ---- | ---- | ---- | ---- | ---- |
| 637  | 624  | 638  | 635  | 648  | 605  | 592  | 568  | 538  |

| 1901 | 1906 | 1911 | 1921 | 1926 | 1931 | 1936 | 1946 | 1954 |
| ---- | ---- | ---- | ---- | ---- | ---- | ---- | ---- | ---- |
| 531  | 513  | 531  | 466  | 424  | 371  | 356  | 318  | 258  |

| 1962 | 1968 | 1975 | 1982 | 1990 | 1999 | 2006 | 2008 | 2013 |
| ---- | ---- | ---- | ---- | ---- | ---- | ---- | ---- | ---- |
| 206  | 201  | 199  | 298  | 394  | 374  | 400  | 408  | 422  |

| 2018 | 2022 | - | - | - | - | - | - | - |
| ---- | ---- | - | - | - | - | - | - | - |
| 471  | 519  | - | - | - | - | - | - | - |

## Culture et patrimoine

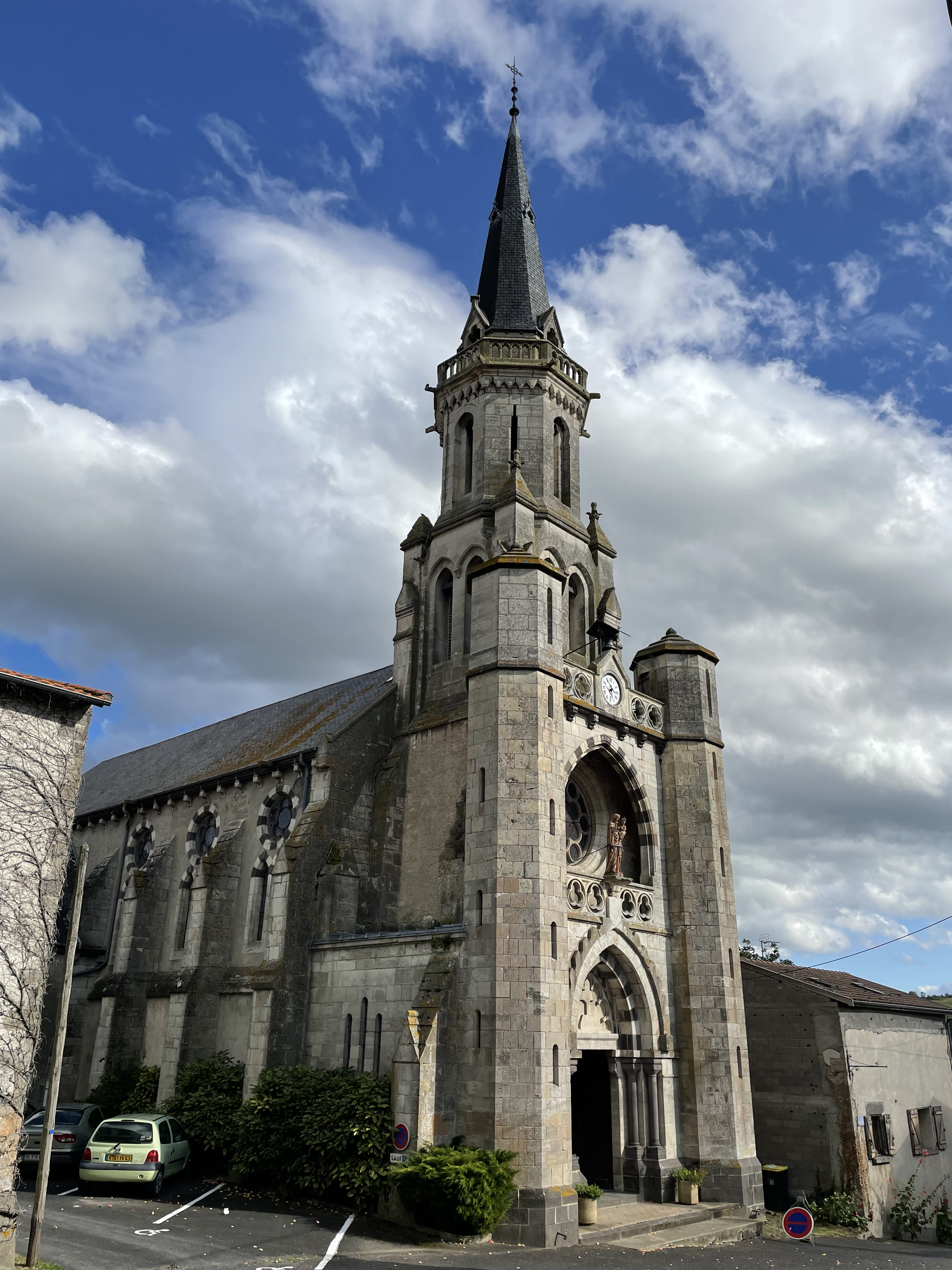
Église de Teilhède.

### Lieux et monuments
- Château des Raynauds.

### Personnalités liées à la commune
- La famille de l'écrivain Roger Vailland était originaire de ce village où ses grands-parents résidaient. Le jeune Vailland âgé d'une huitaine d'années, s'y est réfugié, y demeurant pendant une partie de la Grande Guerre.